# Moutiers-en-Puisaye
Moutiers-en-Puisaye is een gemeente in het Franse departement Yonne (regio Bourgogne-Franche-Comté) en telt 290 inwoners (2005). De plaats maakt deel uit van het arrondissement Auxerre.

## Geografie
De oppervlakte van Moutiers-en-Puisaye bedraagt 30,3 km², de bevolkingsdichtheid is 9,6 inwoners per km².
De onderstaande kaart toont de ligging van Moutiers-en-Puisaye met de belangrijkste infrastructuur en aangrenzende gemeenten.

## Demografie
Onderstaande figuur toont het verloop van het inwonertal (bron: INSEE-tellingen).
1. ↑  Populations de référence 2022.